# RR 9.1
 (juin 2021).
Singles de Koba LaD featuring Niska
Cellophané
(2019) Matin
(2019)
RR 9.1 est un single du rappeur français Koba LaD en collaboration avec Niska issu de l'album L'Affranchi sorti le 19 avril 2019.

## Histoire
Le 1er mars 2019, il sort RR, qui a fait polémique à cause d'une phrase déplacé :

"Et maint'nant, j'peux baiser la meuf que j'veux, sans demander son avis".

## Accueil commercial
En France, la chanson est certifiée disque de diamant.

## Clip
Le clip sort le 18 avril 2019, la veille de la sortie de l'album L'Affranchi.

## Classements
| Classements (2019)           | Meilleure position |
| ---------------------------- | ------------------ |
| France (SNEP)                | 31                 |
| Suisse (Schweizer Hitparade) | 75                 |

## Certification[réf.nécessaire]
| Pays   | Organisme | Certification | Seuil       |
| ------ | --------- | ------------- | ----------- |
| France | SNEP      | Diamant       | 50 millions |